# Турнетреск
Турнетреск   (швед. Torneträsk — читається "Торнетреск",  північносаам. Duortnosjávri, фін. Torniojärvi) — озеро на півночі Швеції, у Лапландії. Площа — 330 км, довжина — 72 км, ширина — до 9 км, глибина до 168 км. Розташоване в тектонічній котловині, на висоті 341 м. Береги стрімкі, скелясті. Через озеро проходить річка Турнеельвен, що впадає у Ботнічну затоку Балтійського моря. Влітку рівень води підвищується. Замерзає на 6 — 7 місяців. Біля південно-західного берега розташований національний парк Абіску.   
На півдні озера — водоспад Тарракоскі  (Тарракуйока ).   
Озеро є об’єктом туризму.   

## Транспорт

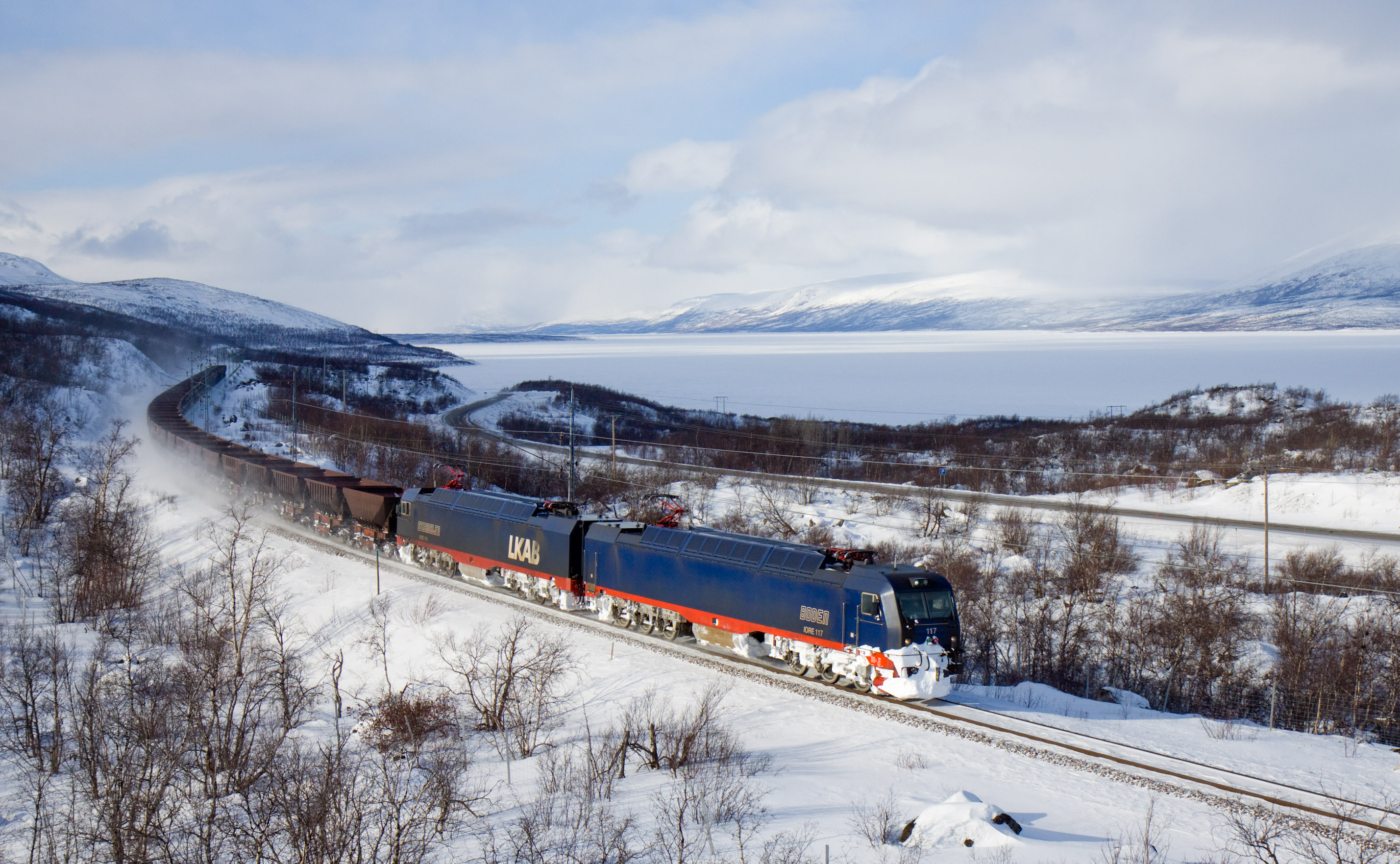
Поїзд з локомотивом марки IORE перевозить залізну руду компанії LKAB по залізниці, прокладеній уздовж південного берега озера Турнетреск

Вздовж південного берега озера проходить ділянка залізничної лінії Мальмбанан — рудна залізниця, якою перевозиться залізна руда з місць її видобування в районі міста Кіруна до міст Лулео (Швеція) і Нарвік (Норвегія).    
Вздовж південного берега озера також проходить європейський автошлях Е10.   

## Галерея

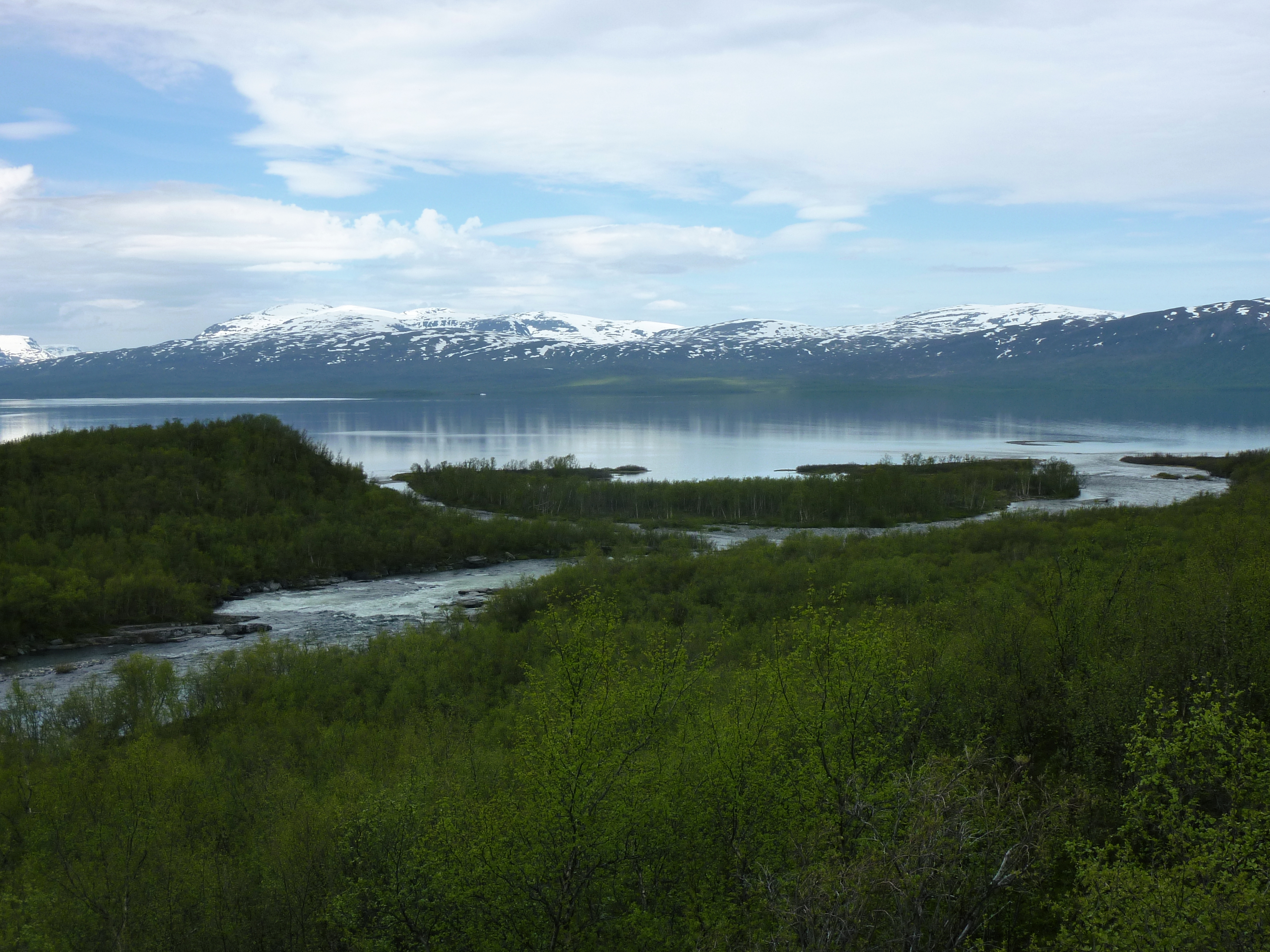
Місце впадіння в озеро Турнетреск річки Абіскуйокка.
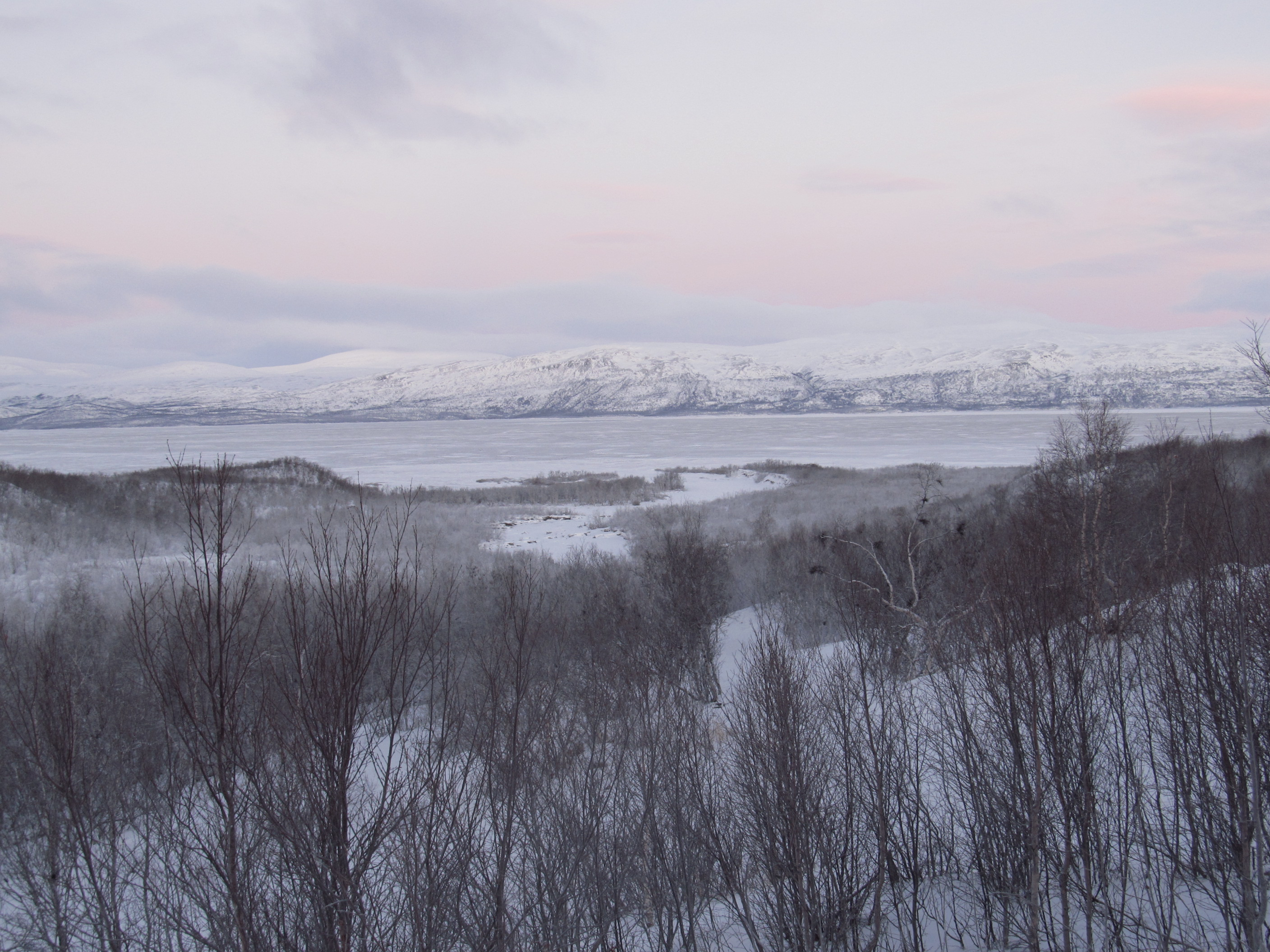
Озеро Турнетреск взимку.
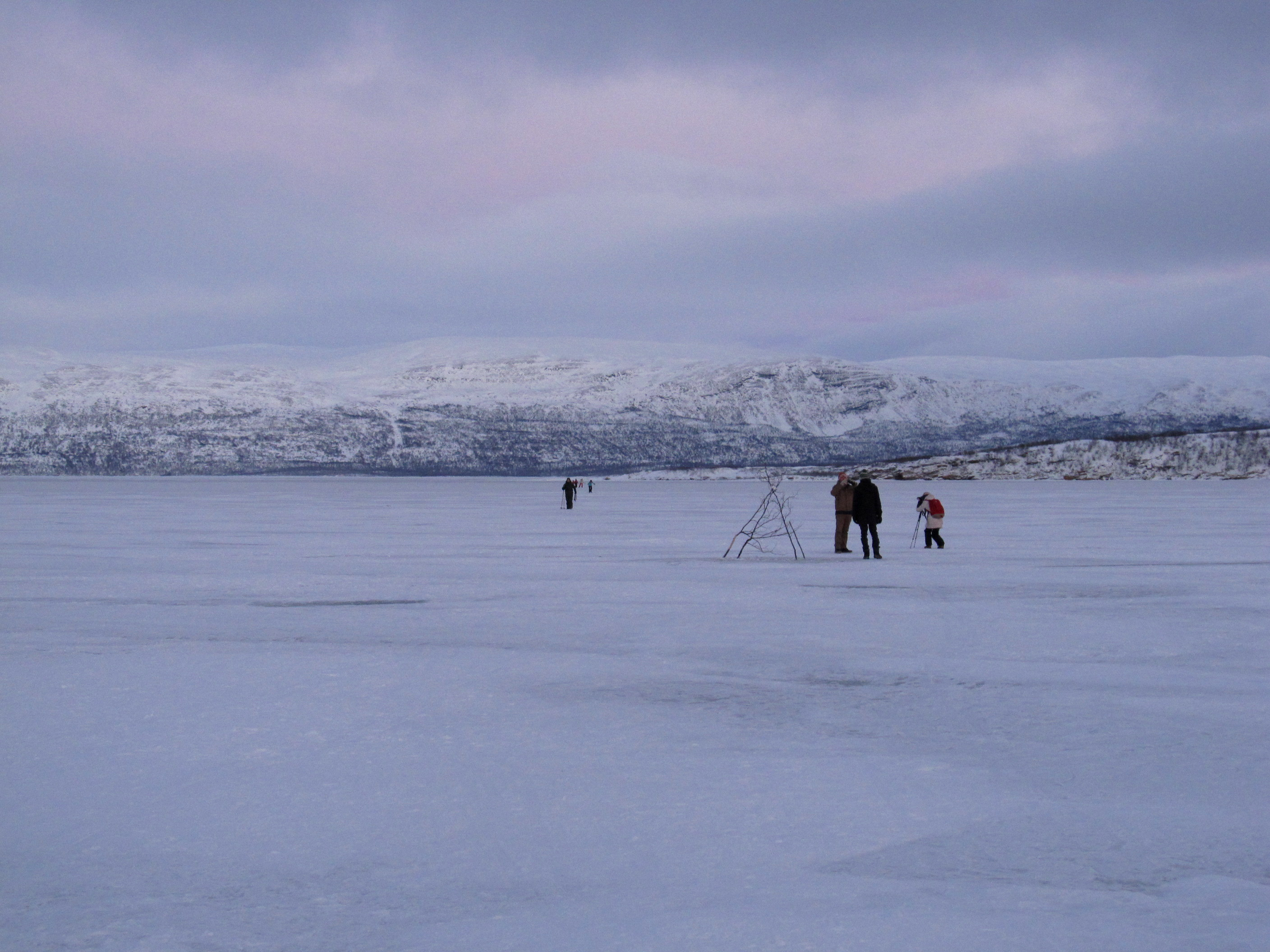
Озеро Турнетреск взимку.